# Area naturale protetta di interesse locale di Pietramarina
L'area naturale protetta di interesse locale di Pietramarina è un'area naturale protetta della regione Toscana istituita nel 2007.
Occupa una superficie di 223 ha sul rilievo di Pietramarina nella provincia di Prato. L'area fu occupata dagli Etruschi a partire dal VII secolo a.C., la cinta muraria che resta tuttora visibile indica che l'insediamento, più che un luogo di culto, probabilmente era una roccaforte etrusca. Dal punto di vista naturalistico di notevole interesse la Lecceta di Pietramarina.